# Cruz de Gallo
Cruz de Gallo är en ort i Mexiko.   Den ligger i kommunen Tlacoapa och delstaten Guerrero, i den sydöstra delen av landet, 240 km söder om huvudstaden Mexico City. Cruz de Gallo ligger 1 950 meter över havet och antalet invånare är 147.
Terrängen runt Cruz de Gallo är huvudsakligen kuperad, men åt nordväst är den bergig. Terrängen runt Cruz de Gallo sluttar söderut. Runt Cruz de Gallo är det ganska glesbefolkat, med 22 invånare per kvadratkilometer. Närmaste större samhälle är Malinaltepec, 6,7 km öster om Cruz de Gallo. I omgivningarna runt Cruz de Gallo växer huvudsakligen savannskog.